# Friedrich Schäfer (Bildhauer)
Friedrich Schäfer (auch Schäf(f)erle, Schaef(f)er; * 1709 in Tirol; † 11./27. Dezember 1786 in Littau, heute Stadtteil von Luzern) war ein Bildhauer des Rokoko aus Tirol, der ab 1766 in der Schweiz tätig war.

## Leben
Schäfer wurde 1709 in Tirol geboren. Über seinen Werdegang ist kaum etwas bekannt. Um 1765 liess er sich in Littau, einem heutigen Stadtkreis von Luzern, nieder und entfaltete in der Folge eine rege Tätigkeit in der Eidgenossenschaft als Bildhauer. Er war mit Theresia Frank († 1810), vermutlich einer Luzernerin, verheiratet, mit der er einen Sohn hatte. Frau und Kind waren ebenfalls bildhauerisch tätig. Sein häufigstes Motiv waren «zerlumpte Vaganten- und Bettlerscenen, die mit realistischem Geschicke behandelt wurden».
Sein erstes bekanntes Werk ist der monumentale Neptunbrunnen auf dem Münsterhof in Zürich, der 1766–1767 unter Zunftmeister Weiss in Anlehnung an die Brunnen in Augsburg und in Nürnberg errichtet wurde. Schäfer schuf diverse Sandsteinskulpturen dafür: einen Neptun in einer kupfernen Muschel auf einem Felsstück, Tritonen, Nereiden, Delfine und Masken für die Brunnensäule sowie Allegorien der vier Jahreszeiten in den Ecken des Beckens. Der Brunnen wurde aufgrund seiner Dysfunktionalität 1811 aufgehoben und das Becken für den Stüssibrunnen verwendet. Schäfers Figuren wurden entfernt. Drei von den Jahreszeiten kamen eine Zeit lang ins Erdgeschoss des Stadthauses im Kratz und wurden 1860 an einen Trödler verkauft.
Ebenfalls 1767 beschloss die Zunft zur Waag, den «berühmten Bildhauer Schäferle» mit der Schaffung einer Gerechtigkeitsstatue für die Frontseite ihres Zunfthauses zu beauftragen.
1777 wurde Schäfer nach Bern berufen und schuf 1778 eine neue Davidfigur für den Davidbrunnen beim Christoffelturm an der Spitalgasse. Für verschiedene Reisen und zwei Brunnenfigurenmodelle erhielt er 18 Kronen. Der Davidbrunnen wurde 1846 ersetzt, und Schäfers Figur kam in den Garten des Landsitzes Kädereggen vor der Stadt, wo sie Anfang Dezember 1862 zerstört wurde.
Bei der Umgestaltung des Lindenhofs 1780 lieferte Schäfer die Skulptur für das Telldenkmal, das 1800 zerstört wurde.
In seinen beiden letzten Lebensjahren «lag er wie verrückt, vergessen – arm» und starb im Dezember 1786 mit 77 Jahren.
Zu Schäfers Schülern zählten Joseph Maria Christen, Heinrich Keller und Xaver Haas.

## Werke
- Figuren für den Neptunbrunnen, 1766–67, Zürich, Münsterhof (1811 entfernt)
- Gerechtigkeitsstatue, 1767, Zürich, Zunfthaus zur Waag
- Friedhofkreuz, 1773, Luzern, Friedhof der Hofkirche St. Leodegar (1961 ersetzt)
- Altarfiguren, 1776–77, Cham, Klosterkirche Frauenthal
- Altarfiguren, um 1777, Baar, Kirche St. Martin
- dritte Figur des Davidbrunnens, 1778, Bern (1846 versetzt, 1862 zerstört)
- Skulptur des Telldenkmals, 1780, Zürich, Lindenhof (1800 zerstört)
- Kanzelkruzifix, 1783, Luzern, Hofkirche (archivalisch nachweisbar)